# Castell de Cruïlles
|  | Per a altres significats, vegeu «Castell de Cruïlles (Aiguafreda)». |

El Castell de Cruïlles fou un edifici a la vila de Cruïlles de la que, avui dia, només en resta la torre de l'homenatge. És al mig de la plaça de la Torre, al centre i punt més alt de la població. La torre és una edificació romànica dels segles XI-XII, lleugerament troncocònica amb les següents mides:
- Alçada: 22,50 m.
- Circumferència: 24,03 m.
- Diàmetre interior: 2,86 m.
- Diàmetre exterior: 7,65 m.
- Gruix parets: 2,39 m.

Feta amb carreus escairats de pedra sorrenca de color cigronós fins a una alçada de 13 m, llavors existeix una franja de 4 m feta amb rierencs i la darrera franja de 4,25 m és feta amb la mateixa pedra que el primer tram. Malgrat les diferències, sembla que els trams es construïren en moments cronològicament propers. A la part inferior hi ha un basament de fonamentació fet amb pedres sense treballar, d'una alçada de 90 cm. Dins la torre, a uns 5 m d'alçada hi ha una falsa cúpula, damunt, una arcada que sostenia un trespol de fusta i finalment damunt, una altra cúpula.
En el coronament de la torre hi ha una olivera que ha sigut el seu símbol, atribuint-se el seu origen a un ocell que va deixar-hi una llavor.
Inicialment no existia la porta d'entrada actual, la porta principal era a una alçada de 7 m en el costat sud-est, acabada en un arc de mig punt fet amb sis dovelles. Dalt de tot de la torre, una altra porta semblant a la descrita que devia servir per a passar a una galeria volada que hi hauria a tot el voltant. S'observen uns quinze forats o encaixos que devien sostenir permòdols de fusta per a aquesta construcció volada.
L'entrada actual a peu pla es va fer als voltants de l'any 1927. En treure la terra de la plaça de la Torre, per cobrir la plaça de la Creu, la porta va quedar un altre cop enlairada i va ser necessari fer una escala de set graons orientada al revés de l'existent en aquests moments, (l'actual va ser construïda durant la remodelació de la plaça de l'any 1993).
La reforma interior de la Torre s'ha fet en els anys 2004 i 2005, havent instal·lat una escala de cargol que permet l'accés a la part superior, on es gaudeix d'una vista extraordinària i es pot contemplar l'olivera original, que mentre van durar els treballs de reforma va dipositar-se en un viver a fi de sanejar-la.